# Mainbrücke Dettelbach
Die Mainbrücke Dettelbach ist eine 359 m lange Brücke der Autobahn 3.
Das Bauwerk liegt zwischen dem Autobahnkreuz Biebelried und der Autobahnanschlussstelle Kitzingen. Es überspannt nördlich von Kitzingen mit fünf Feldern den Main sowie rechtsmainisch die Staatsstraße 2270 von Dettelbach nach Kitzingen. Die Autobahn weist im Verlauf der Brücke im Grundriss einen Radius von 5000 m auf. Im Aufriss ist eine Wannenausrundung vorhanden bei einer Querneigung von 1,6 %. Gebaut wurde das erste Überführungsbauwerk zwischen den Jahren 1961 und 1963. Im Rahmen des sechsstreifigen Ausbaus der Autobahn erfolgte vorab von 2000 bis 2003 ein Brückenneubau.

## Brücke 1963 bis 2003

### Unterbauten
Die Pfeilerpaare hatten bei einem Achsabstand von 17,5 m einen rechteckigen Hohlquerschnitt mit 6,4 m Breite und waren in Stahlbeton hergestellt worden.

### Überbauten
Der Überbau der Spannbetonbrücke bestand aus zwei parallel verlaufenden je 14,8 m breiten zweistegigen Plattenbalken, in Längs- und Querrichtung vorgespannt. Die Bauhöhe war über den Widerlagern 2,4 m, erhöhte sich linear bis auf 5,2 m über den Flusspfeilern und blieb unverändert im langen Feld über dem Main. Eine Bodenplatte war über den Fluss- und den benachbarten Vorlandpfeilern vorhanden. Die Dicke der vertikalen Stege war 42 cm, im Bereich der Flusspfeiler 52 cm.
Die Stützweiten betrugen für die 7-feldrige Brücke 33,0 m – 43,0 m – 57,0 m – 104,0 m – 51,5 m – 40,0 m – 30,50 m.

## Brücke ab 2003
Aufgrund von Rissbildungen und größeren Verformungen musste vorzeitig im Rahmen des sechsstreifigen Ausbaus der Autobahn die erste Brücke durch einen Neubau ersetzt werden. Die Kosten betrugen 19 Millionen Euro.

### Unterbauten
Die Flusspfeiler und die Widerlager der alten Brücke konnten trotz des breiteren Brückenneubaus nach entsprechenden Umbau- und Sanierungsmaßnahmen übernommen werden.

### Überbauten
Der Überbau der Spannbetonbrücke besteht aus zwei einzelligen Hohlkästen, je 18,45 m breit. Die Bauhöhe ist gevoutet ausgeführt, mit einem Maximum von 6,2 m über den Flusspfeilern und einem Minimum von 2,6 m an den Widerlagern. Die Vorspannung in Längsrichtung besteht aus einer Mischbauweise mit internen und externen Spanngliedern in Querrichtung wurde in die Fahrbahnplatte eine Vorspannung ohne Verbund eingebaut. Die Stege sind geneigt. Die Stützweiten betragen für die 5-feldrige Brücke 49,9 m – 83,0 m – 104,0 m – 77,0 m – 44,9 m.

### Herstellung
Der nördliche Überbau wurde seitlich der bestehenden Brücke im Freivorbau, in den Randfeldern mit Lehrgerüst, hergestellt. Nachdem der Verkehr auf diesen umgelegt worden war, wurden die beiden alten Überbauten abgebrochen und der neue südliche Überbau gebaut. Anschließend wurde der Verkehr auf diesen umgeleitet und der erste Überbau in seine endgültige Lage verschoben.